# Orange Blossom Special Festival
Das Orange Blossom Special (kurz: OBS) ist ein seit 1997 bestehendes dreitägiges Musikfestival, das alljährlich an Pfingsten im ostwestfälischen Beverungen stattfindet. Veranstalter ist das Musiklabel Glitterhouse Records, dessen Firmensitz gleichzeitig der Veranstaltungsort ist. Der Name des Festivals leitet sich von Johnny Cashs gleichnamigem Song Orange Blossom Special ab.

## Geschichte
Das Festival entstand ursprünglich aus einer Grillparty mit Live-Musik, die für die Kunden des angeschlossenen Mailorder-Vertriebs von Glitterhouse Records gedacht war. Es entwickelte sich in den folgenden Jahren zu einem mehrtägigen Festival, das für seine gemütliche und familiäre Atmosphäre bekannt geworden ist. Die Zahl der Zuschauer war über Jahre bewusst auf die Kapazität des großen Gartens hinter der Gründerzeitvilla begrenzt, die das Unternehmen Glitterhouse beheimatet. Dieser diente als Veranstaltungsort für 1800 bis 2000 Besucher, nach Erweiterungen des Geländes fanden ab 2019 bis zu 3400 Besucher Platz. Diese können direkt am Weserufer zelten und dürfen die Duschen im lokalen Freibad, im benachbarten Tennisclub und in der Eishalle nutzen. Das Festival ist meist weit im Vorfeld ausverkauft und zieht altersmäßig ein sehr heterogenes Publikum an.
Auf einer Bühne treten, moderiert von Glitterhouse-Gründer Rembert Stiewe und Simon Baranowski, an drei Tagen bis zu 25 nationale und internationale Bands auf. Der musikalische Schwerpunkt liegt dabei auf Indie-Rock, Singer-Songwriter, Rock, Folk und World. Zu den bekanntesten auf der Bühne des Orange Blossom Specials aufgetretenen Bands zählen internationale Acts wie Broken Social Scene, The Walkabouts, Madrugada oder 16 Horsepower sowie nationale Größen wie Casper, Kettcar, AnnenMayKantereit, Gisbert zu Knyphausen, Get Well Soon, Olli Schulz oder Thees Uhlmann.
Das zehnjährige Jubiläum des Festivals im Jahr 2006 wurde durch den WDR-Rockpalast mit einer eigenen Sendung gewürdigt. Zum fünfzehnjährigen Bestehen im Jahr 2011 war der Rockpalast erneut zu Gast in Beverungen, um eine zweieinhalbstündige Zusammenfassung des Festivals zu produzieren. Auch 2012 verfilmte der WDR-Rockpalast Akustiksessions der auf dem Festival aufgetretenen Künstler. Das 25-jährige Jubiläum fand 2023 statt. Anlässlich des Jubiläums charakterisierte der Autor Daniel Koch das Festival im Musikexpress:

„Das nun schon 25 Jahre bestehende Festival in Beverungen ist eine Herzensangelegenheit von Anfang bis Ende, bei der man die Liebe zum Detail in allen Ecken und Enden sieht. Beim liebevollen, sich selbst ironisch verkultendem Merch; beim Line-up, das Crowdpleaser mit Freund:innen des Hauses, lange aktiven Musiker:innen und handverlesenen OBS-Newbies mischt; bei der mit dem Ort verwachsenden Gastronomie; bei der Kommunikation zwischen Festival und Publikum; bei den Ansagen der Bands – und bei der Crew, die fair bezahlt wird, dabei trotzdem ackert und sich selbst feiert, wie man es sonst eher bei engagierten Freiwilligen erlebt.“

## Termine und Bands
1997

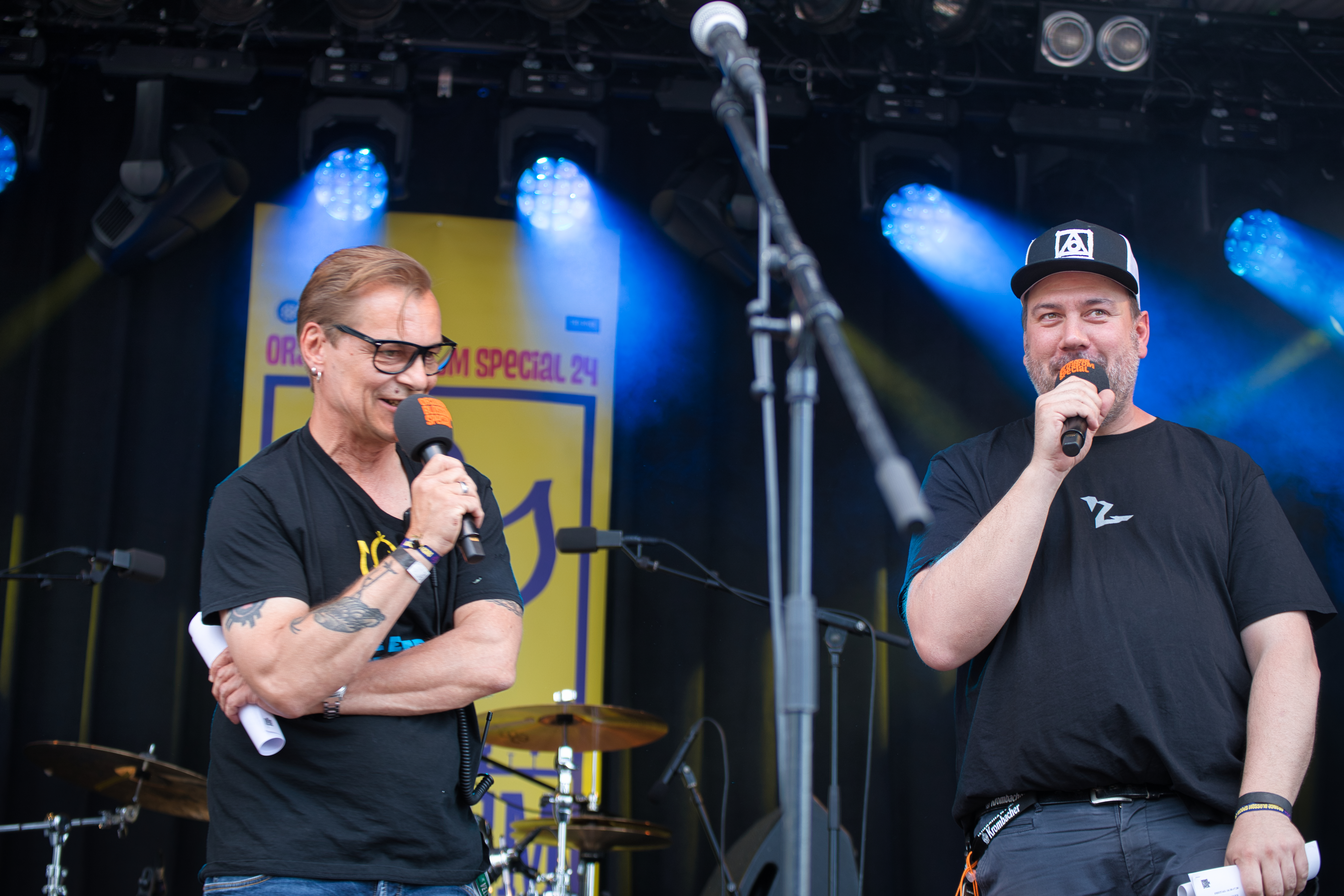
Rembert Stiewe (l) und Simon Baranowski (r) eröffnen nach coronabedingter Pause das 24. OBSF 2022.

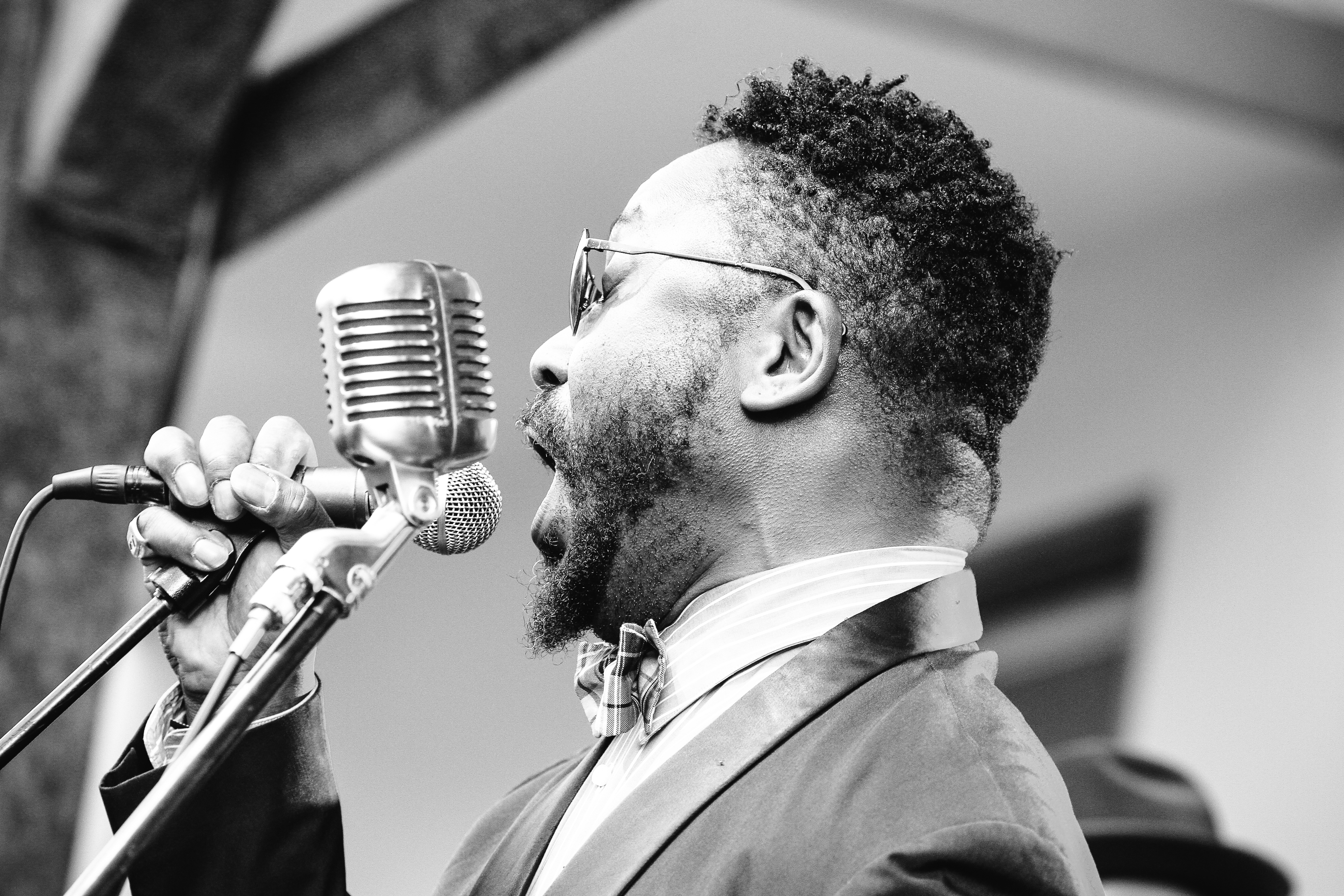
Reverend Shine Snake Oil Co. auf dem Festival 2014

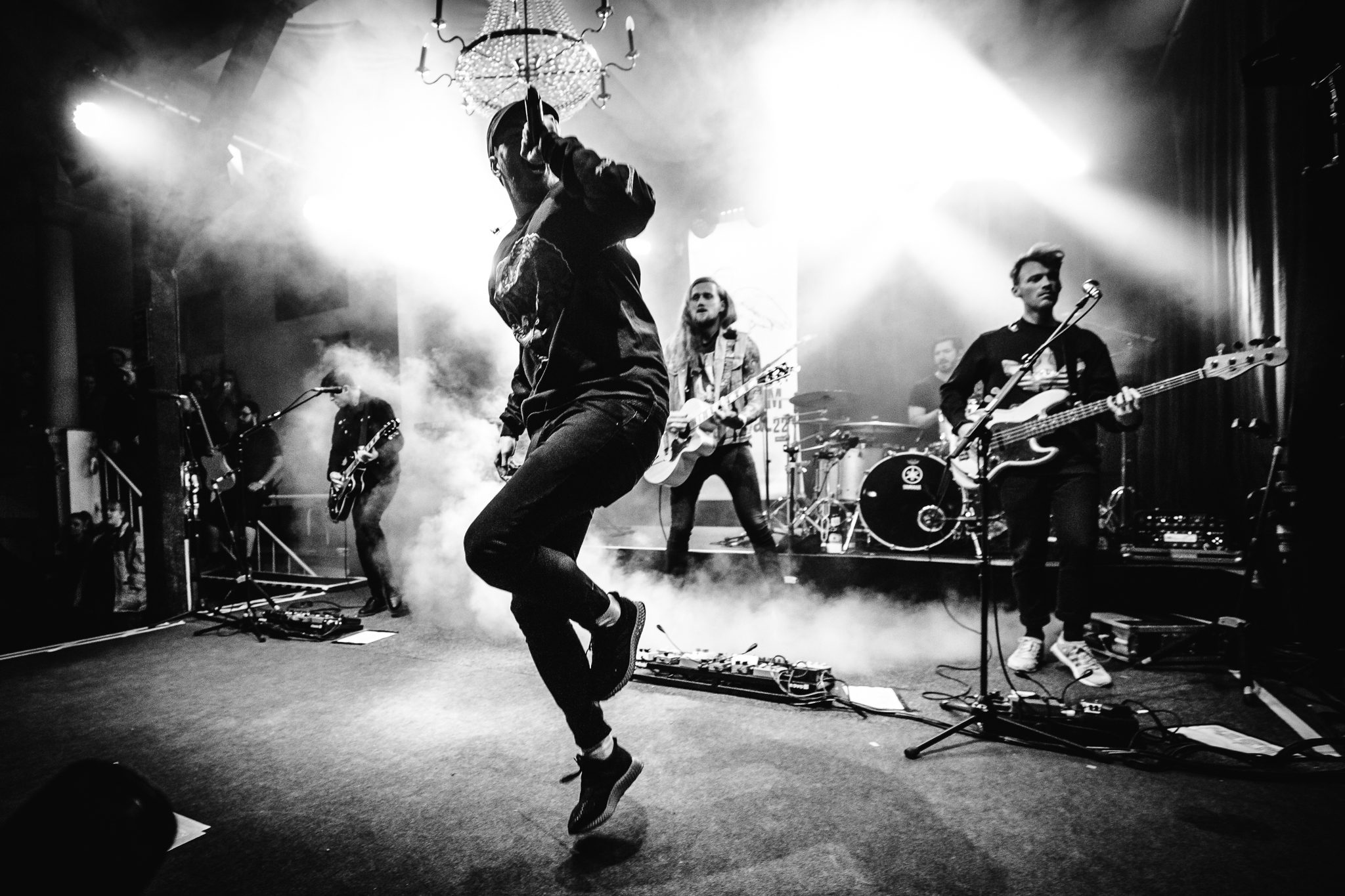
Casper auf dem Festival 2018

- Sweetwater, The Hitchin’ Post, The Gypsy Riders, Hazeldine, Go To Blazes

1998
- Markus Rill & The Gunslingers, Matthew Ryan, Hugo Race & The True Spirit, Fink, The Good Sons, Hazeldine, Neal Casal & Band

1999
- The Hitchin’ Post, 25 Green Way, The Original Reverend Jones, The Great Crusades, Dakota Suite, Tilman Rossmy Quartett, Terry Lee Hale & The Blind Doctors, Chris & Carla, Todd Thibaud, The Walkabouts

2000
- The Twang, The Green Apple Sea, Buddy & the Huddle, Das Weeth Experience, Fink, Western Electric, Chris Burroughs Band, Willard Grant Conspiracy, 16 Horsepower, Franz Dobler, Ramsay Midwood & Randy Weeks, HGH, Madrugada, Midnight Choir, Slobberbone, Neal Casal & Band

2001
- Jim Wayne Swingtett, C*Clay, Tom Heyman, Reto Burrell, 25 Green Way, Big in Iowa, Savoy Grand, Friends of Dean Martinez, Steve Wynn & The Miracle 3, Neal Casal, Wake Me When I’m Under, The Great Crusades, Go to Blazes, Hazeldine, Lazy Horse

2002
- One Finger Salute, Smokestack Lightnin’, Kristofer Åström, Locas in Love, One Bar Town, Gemma Hayes, St. Thomas, Isolation Years, Veranda Music, Yayhoos, Pleasant Grove, Johnny Dowd, Jon Dee Graham, Cary Hudson, Friends of Dean Martinez, Ai Phoenix

2003
- Granfaloon Bus, Chris Eckman, The Bambi Molesters, King Khan & His Shrines, Smokestack Lightnin', The White Birch, Kim Carson, Swamp Hogs, Maria Solheim, Greyhound Soul, Vic Chesnutt, Shilf, One Finger Salute, Virgil Shaw, Midnight Choir, Chuck Prophet, Terry Lee Hale

2004
- Mark Olson & The Creekdippers feat. Victoria Williams, Hugo Race & True Spirit, BigBang, The Resentments, Jackie Leven, Timesbold, Pat MacDonald, Michael Weston King & The Decent Man, Savoy Grand, Lampshade, Jan Pecher & Band, Markus Rill & The Gunslingers, Coydog, Mountaineer, The Transmissionary Six

2005
- Thomas Dybdahl & That Great October Sound, Joseph Parsons & Band, South San Gabriel, Centro-Matic, Richmond Fontaine, Maggie, Pierce & E.J., Hank Ray, Willard Grant Conspiracy, Helldorado, Ben Weaver, Miss Kenichi, Rich Hopkins & Luminarios, Las Mañanitas, Dead Brothers, The Broken Family Band, The Mighty Mardi Gras Three

2006 – It's your Universe
- Die Mukketier Bande, One Bar Town, Rusties, Boozed, Nils Koppruch, Joycehotel, Goldrush, Broken Social Scene, The Great Crusades, Sarah Hepburn & Band, Robert Fisher, Downpilot, K1, Mofro, BigBang, Mardi Gras.bb, The Walkabouts, Washington, Stefan Maelk, Amy Millan & Band, Jason Collet & Band, Jeb Loy Nichols, Seachange, Okkervil River, Steve Wynn & the Miracle Three

2007 – ...alles wird gut!
- Andrew Bird, Al DeLoner, Ben Weaver, Boy Omega, Cracker, Dirtmusic, Dziuks Küche, Get Well Soon, Irving, Lampshade, Michael J. Sheehy, Missouri, Olli Schulz und der Hund Marie, Rachelle van Zanten, Skurilli, Sport, The Unisex, Wolam, Woven Hand

2008 – Da hinten wird's hell!

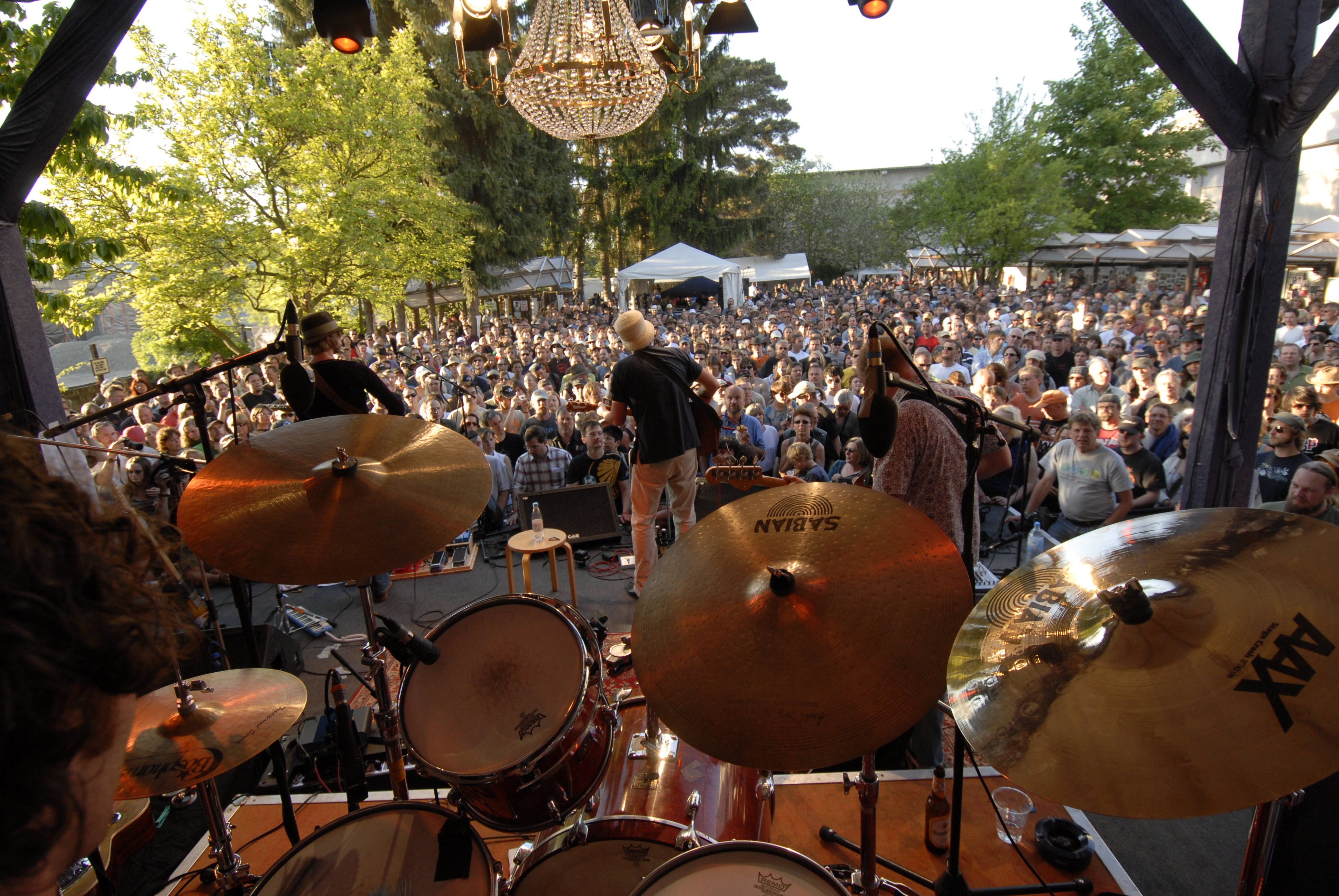
Da hinten wird's hell!

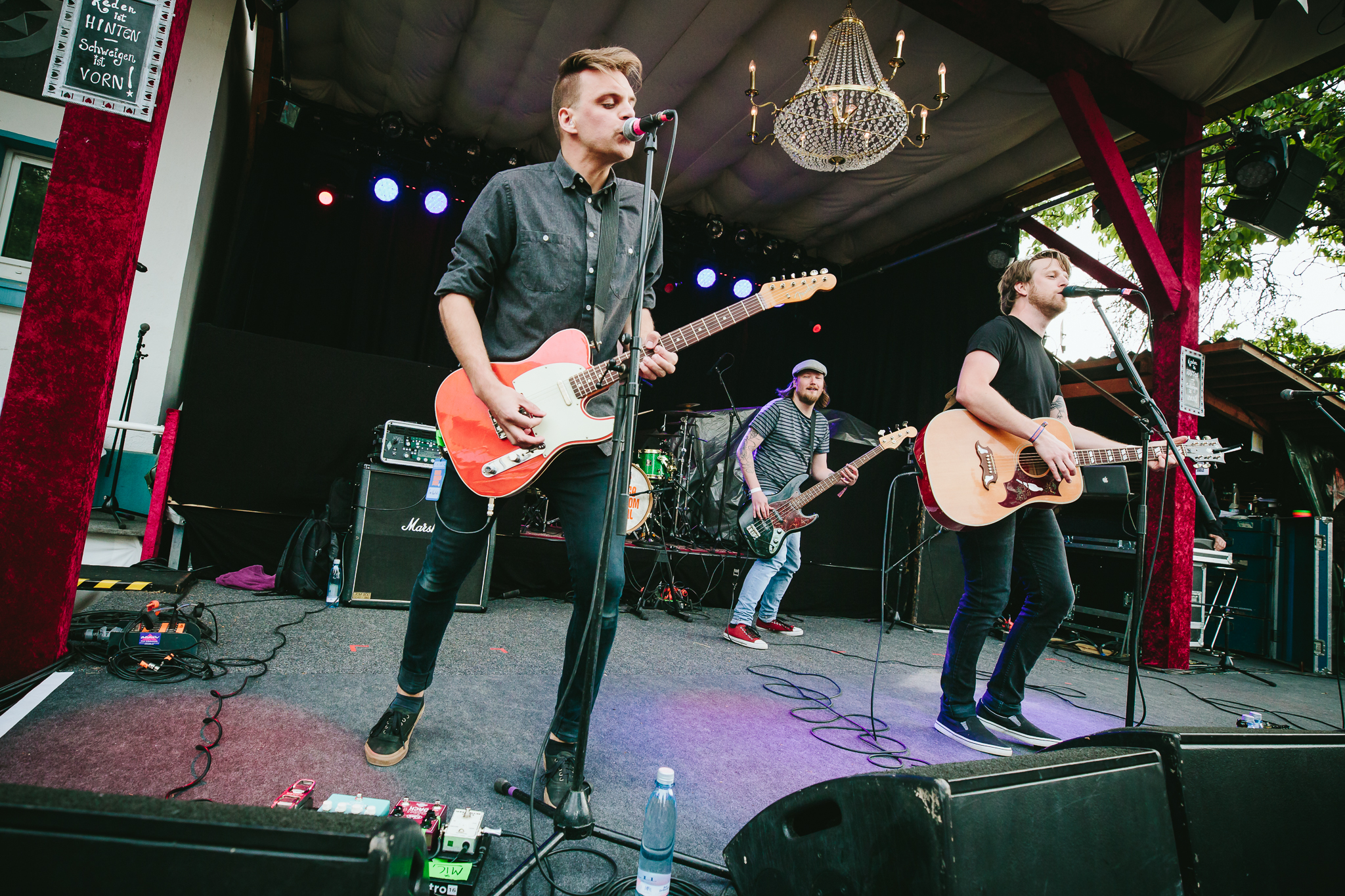
Tim Vantol 2018

- Shooting John, Clara Luzia, Dexter Jones Circus Orchester, Scott Matthew, Gisbert zu Knyphausen, Rykarda Parasol & The Tower Ravens, Hank Shizzoe & The Directors, Timesbold, Michael J. Sheehy & The Hired Mourners, Cuba Missouri, The Audience, The Great Crusades, Scout Niblett, Mary Epworth & The Jubilee Band, Girls in Hawaii

2009 – I love you but I've chosen OBS
- Real Ones, Benedicte Braenden, Gods of Blitz, Washington, Tenfoald Loadstar, Black Rust, Kristofer Ragnstam, Marissa Nadler & Band, The Band of Heathens, Kristofer Åström & Rainaway, Chris Eckman & The Last Side of the Mountain Band, Boy Division, Baby Universal, The Miserable Rich, The Fabulous Penetrators, Maria Taylor, I Am Kloot, Baskery und Get Well Soon

2010 – Das kann man nicht twittern
- Unbunny, Earthbend, Woven Hand, William Fitzsimmons, Champions, The Innits feat. Schneider TM, Garda, The Death Letters, Dirtmusic/Tamikrest, Kashmir, Kante, The Fog Joggers, Saint Silas Intercession, Golden Kanine, Gemma Ray, Murder by Death, The Godfathers, Savoy Grand, The Backroom Music Club, Jukejoint Pimps

2011 – You're at Home, Baby
- Gisbert zu Knyphausen, The Great Crusades, Golden Kanine, Slim Cessna's Auto Club, Madison Violet, Young Rebel Set, Tamikrest, Washington, Miraculous Mule, Dan Mangan, Emily Jane White, Wallis Bird, Holmes, Marie Fisker, C-Types, The Great Bertholinis, Hellsingland Underground, Who Knew, Talking to Turtles, Rocco Recycle, Christina Bacher (Lesung)

2012 – Hömma!
- Spain, Scott Matthew, Erland and The Carnival, The Fuzztones, Christian Kjellvander, The Miserable Rich, Navel, Immanu El, Israel Nash Gripka, ClickClickDecker, ORPH, The Flying Eyes, The Travelling Band, The Frictions, Fog Joggers, Andrea Schroeder, The Moon Invaders, Alamo Race Track, Rocco Recycle, Horst with No Name, Skurilli, Crocozebrá, Stag-O-Lee Dj-Team

2013 – Bleiben
- Dry the River, Nick Waterhouse, Come, Slim Cessna's Auto Club, Caroline Keating, Blaudzun, Christine Owman, The Desoto Caucus, The Flaming Stars, Murder by Death, Evening Hymns, Treetop Flyers, Skinny Lister, Steaming Satellites, The Fabulous Penetrators, Mick Flannery, We Invented Paris, Torpus and the Art Directors, Daniel Norgren, Crocozebrá, Boy Division, Mighty Mike Omb

2014 – Hingabe
- Rah Rah, Lingby, Reverend Shine Snake Oil Co., Golden Kanine, AnnenMayKantereit, Dangers of the Sea, The Animen, Die Höchste Eisenbahn, Mozes & The Firstborn, Mister & Mississippi, Naked Lunch, The Builders & The Butchers, Woven Hand, Richard Johnston, The Great Crusades, Rue Royale, Keston Cobbler's Club, David Lemaitre, Pink Mountaintops, Birth of Joy, Gallon Drunk, Wallis Bird, The GoHo Hobos

2015 – Fabelhaft!
- Sivert Høyem, Gisbert zu Knyphausen (surprise act), East Cameron Folkcore, Kill It Kid, AnnenMayKantereit, Sea & Air, Musée Mécanique, Rocky Votolato, Charity Children, The Wood Brothers, The Great Bertholinis, Sea Wolf, Husky, The Slow Show, Little Hurricane, Easy October, Money for Rope, Baby in Vain, The Dead South, She Keeps Bees, Leoniden, Alice Phoebe Lou, Cub & Wolf, Chuck Airy & Geeky Gisbert

2016 – Welt aus. OBS an.
- Get Well Soon, Die Nerven, Spidergawd, Pleasant Grove, Miraculous Mule, Hugo Race & The True Spirit, Einar Stray Orchestra, Love A, Trümmer, Torpus and the Art Directors (surprise act), Vita Bergen, Xixa, Chantal Acda, My Baby, Josefin Öhrn & The Liberation, The Buttshakers, Aidan Knight, Shook Twins, Heimatt, Lùisa, The Loranes, The Dead Lovers, Sarah and Julian, The Grand Journey, The Great Joy Leslie, Berliner Kneipenchor

2017 – Nothing this Beautiful (2.–4. Juni 2017)
- AnnenMayKantereit, Blaudzun, Immanu El, Wintersleep, The Dead South (surprise act), Moddi, The DeSoto Caucus, Messer, The Builders and the Butchers, Yes We Mystic, Christine Owman, Louis Berry, Gurr, Julia Jacklin, Faber, Treksti-TV 666, Heim, Steve Waitt, John Blek & the Rats, Wayne Graham, Odd Couple, Giant Rooks, Schreng Schreng & La La, Ove, Rocco Recycle, Siegfried & Joy

2018 – Hope and Anchor

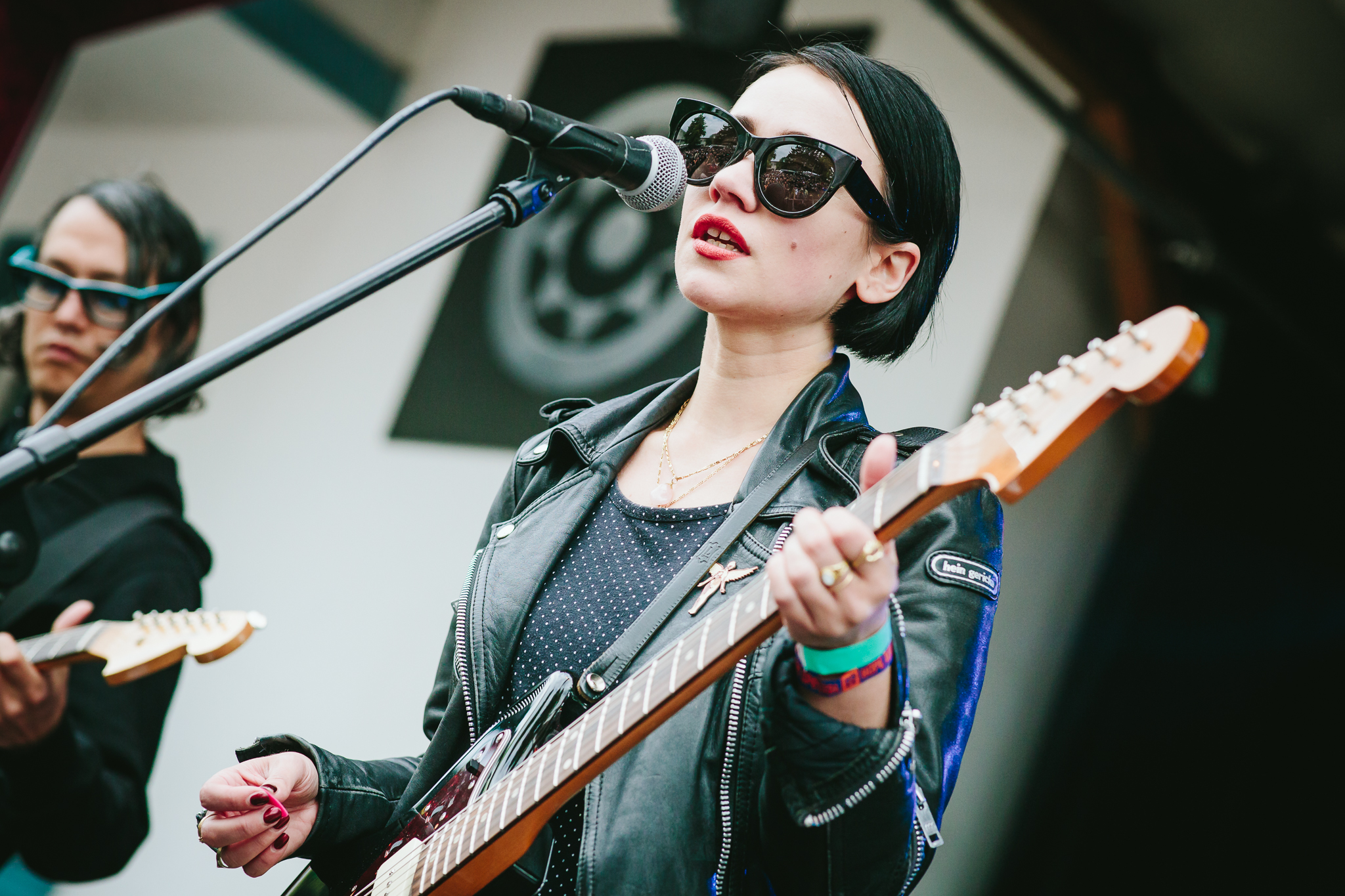
Laura Carbone 2018

- Tim Vantol, Dawn Brothers, D/troit, ef, Casper, Fortuna Ehrenfeld, Ida Mae, Me + Marie, Laura Carbone, Afterpartees, Intergalactic Lovers, Scott Matthew, Giant Rooks, Sophia, C. Heiland, Blind Butcher, Schreng Schreng & La La, Kettcar (surprise act), Donovan Woods, Daily Thompson, Steiner & Madlaina, White Wine, Olli Schulz, Birth of Joy, Midnight Choir, Linus Volkmann, Boy Division

2019 – DEINESORGEN Jr. (7.–9. Juni 2019)
- Jan Röttger, The Yawpers, Angie McMahon, Kent Koda, Linn Koch-Emmery, Sinkane, Adam Angst, Suzan Köcher, Tiny Wolves, Lewsberg, Moritz Neumeier & Till Reiners, Blind Butcher, Lysistrata, Black Sea Dahu, Trixsi, Money for Rope, Christian Kjellvander, The Holy, Love A (surprise act), Grillmaster Flash, Gunner & Smith, Coogans Bluff, Steiner & Madlaina, Tom Allan & the Strangest, The Sheepdogs, Cash Savage and the Last Drinks, Die Nerven, Garda w. Ensemble Tanderas

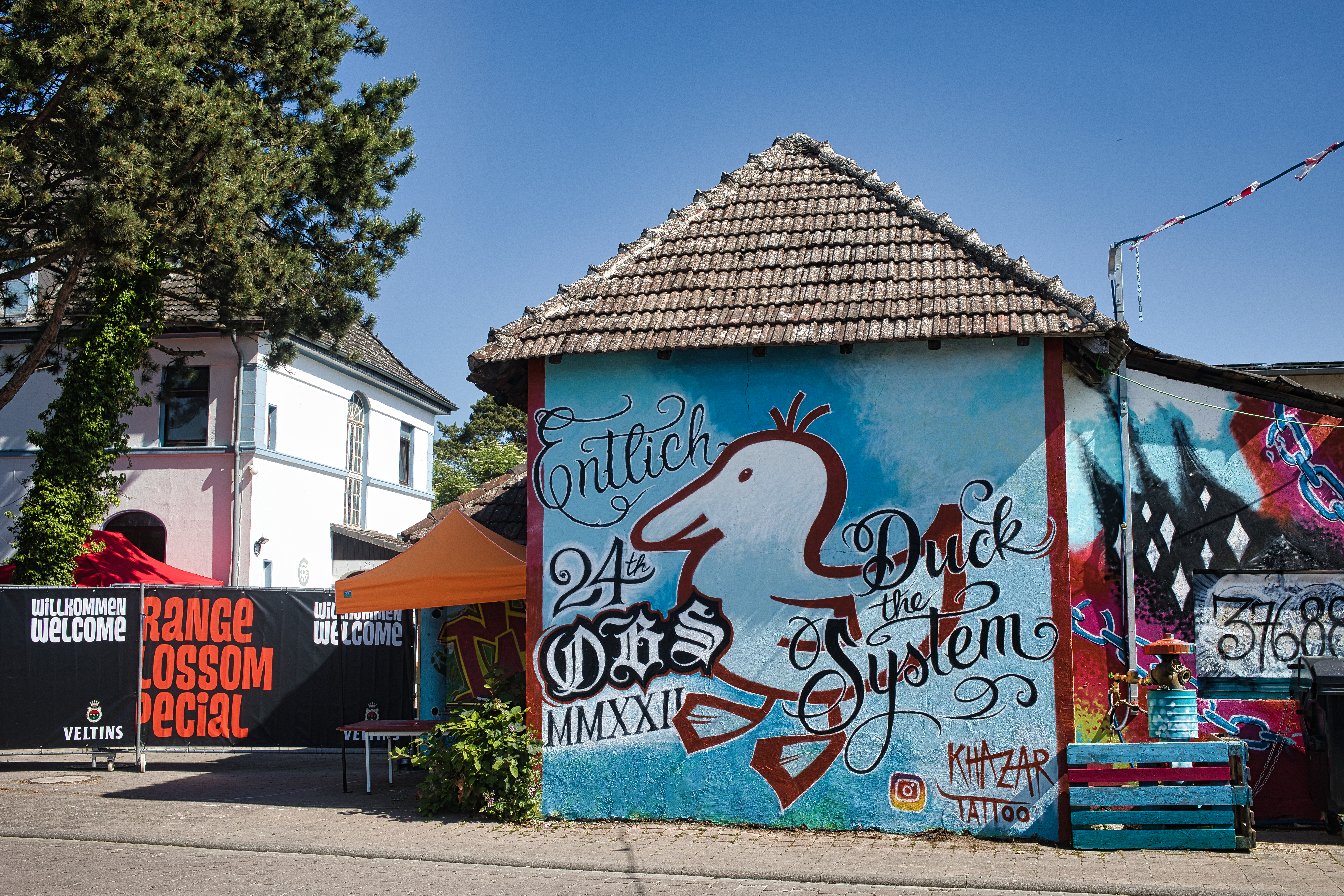
Duck the System

2020 – Duck the System (ursprünglich geplant für 29.–31. Mai 2020)
wurde aufgrund der behördlichen Vorgaben infolge der COVID-19-Pandemie am 4. Mai 2020 auf den 21.–23. Mai 2021 verlegt. Am ursprünglichen Festivaltermin, vom 29.–31. Mai 2020, wurde über die Plattform dringeblieben.de an jedem der 3 Tage ein ca. anderthalbstündiger Stream unter dem Motto „Duck The Virus“ bereitgestellt. Mit Merchandising-Rettungsaktionen, Bandeinspielern und Liveauftritten der vergangenen OBS-Jahre wurde ein buntes Alternativprogramm für die Besucher geschaffen. Am 22. Dezember 2020 gab der Veranstalter online bekannt, dass der neue Festival-Termin aufgrund der anhaltenden Pandemie auf August 2021 verschoben werden muss. Im Juli 2021 wurde eine erneute Verschiebung auf Pfingsten 2022 bekanntgegeben.
2022 – Duck the System (3.–5. Juni 2022)
- Thirsty Eyes, Drens, Cub & Wolf, Golden Dawn Arkestra, Shirley Holmes (als Ersatz für Husten), Cash Savage & The Last Drinks, Matze Rossi, Postcards, Tobias Friedrich, Acht Eimer Hühnerherzen, Jenobi, Neànder, Fortuna Ehrenfeld, Tom Allan & The Strangest, Iedereen, July Talk, Niels Frevert, D/troit (Surprise Act), Mudlow, Emilie Zoé, Philine Sonny, Trixsi, Mambo Schinki, Hope, DeWolff, Alex Henry Foster & The Long Shadows, Eliza Shaddad[13][14][15][16]

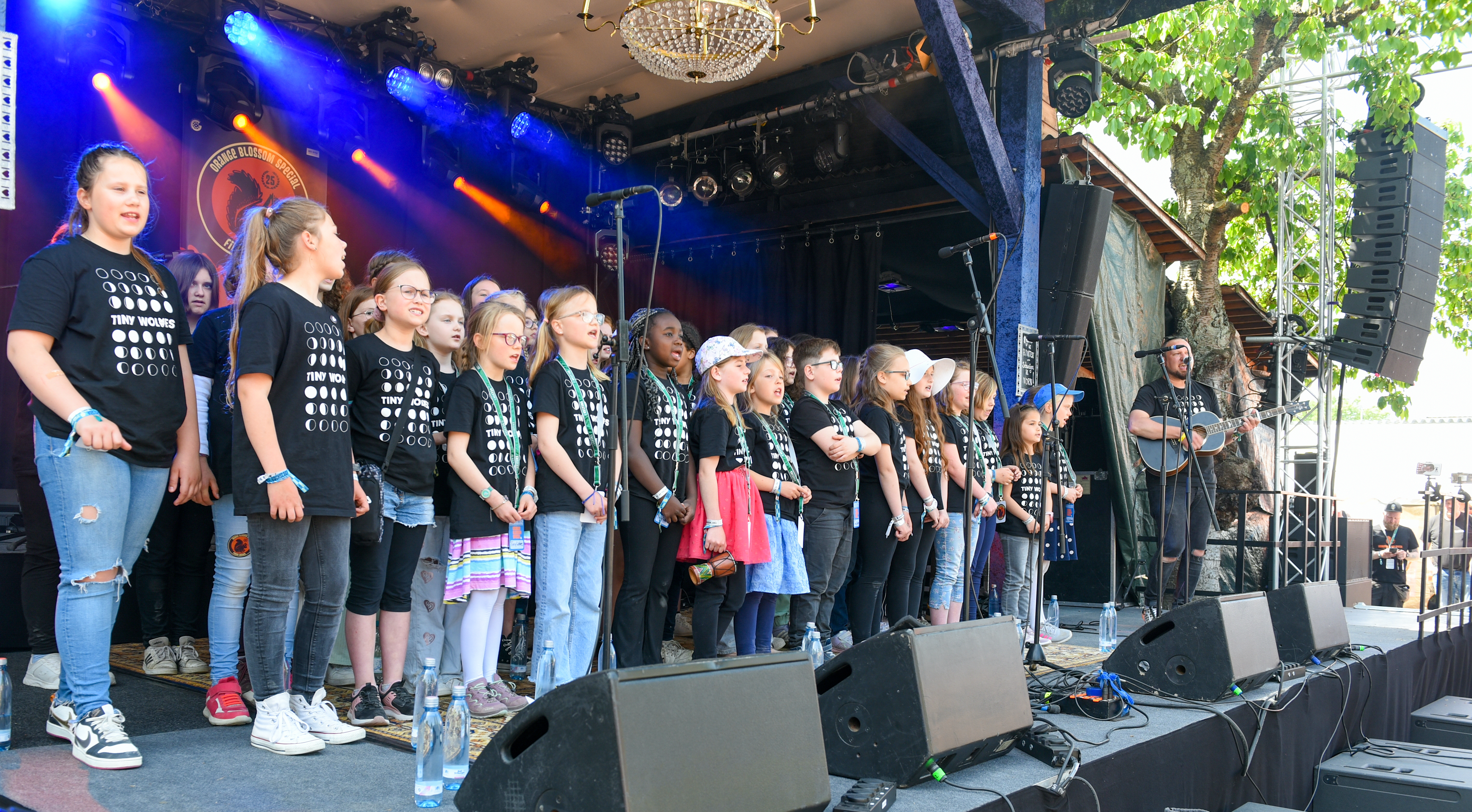
Die Tiny Wolves, 2023

2023 – Finden Suchen (26.–28. Mai 2023)
- A. S. Fanning, Accidental Bird, Afrodiziak, Christina Bacher, Deniz & Ove, Firehorse, Get Jealous, Gregor McEwan, Herrenmagazin, Hotel Rimini, Husten, Kratzen, Lera Lynn, Lightning Jules, Love’n’Joy, Loki (in Vertretung für Malva), Die Nerven (Surprise Act), Odd Couple, Palila, Philine Sonny, Saitün, Schreng Schreng & La La, The Deslondes, The Haunted Youth, Thees Uhlmann & Band, Thumper, Tiny Wolves, Whispering Sons, Wrest

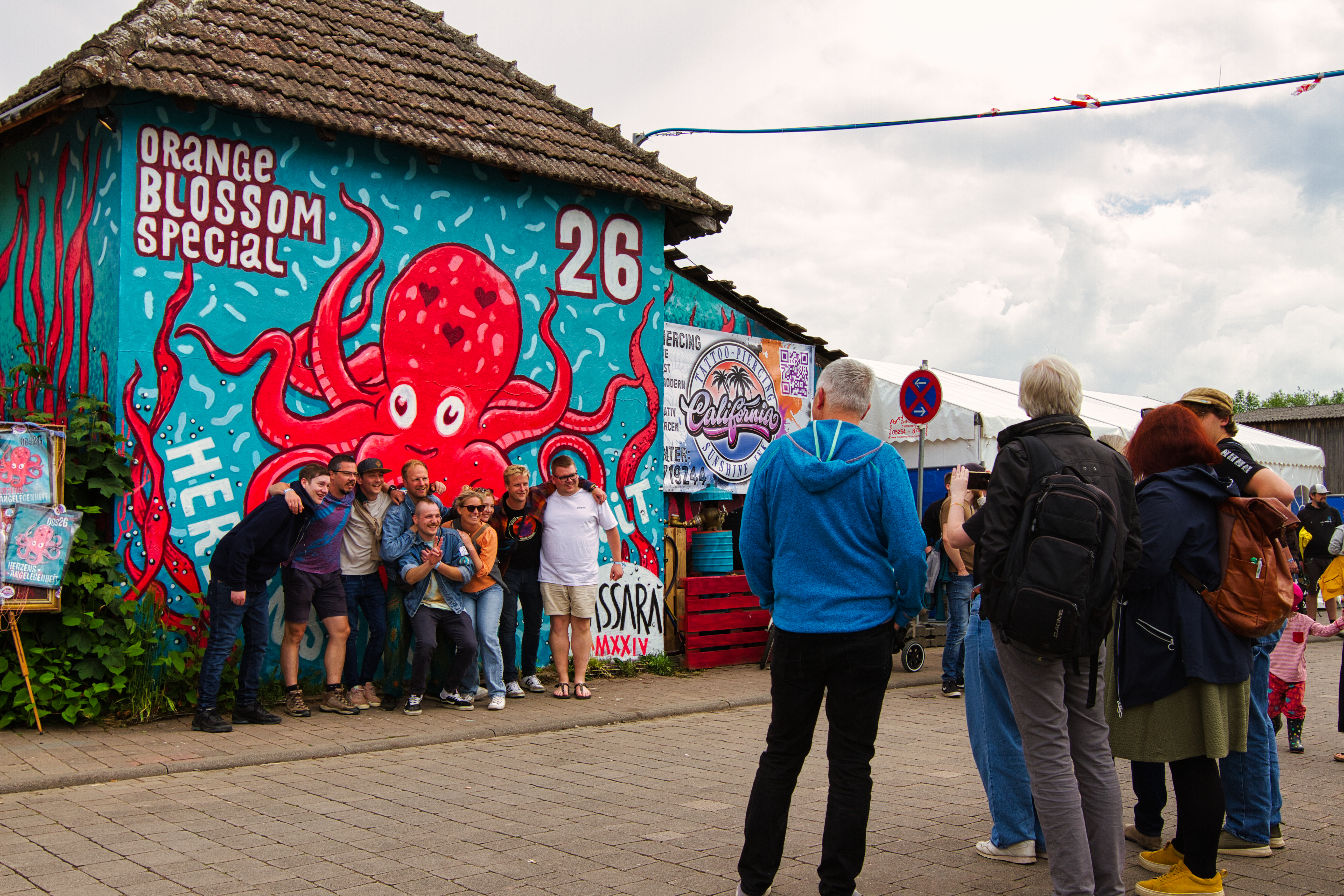
Das alte Transformatorenhaus mit dem Festivalmotto des Jahres ist immer ein guter Fotohintergrund.

2024 – Herzensangelegenheit (17.–19. Mai 2024)
- Mina Richman, Hotwax, Stina Holmquist, Yín Yín, Muff Potter, Lucy Kruger & The Lost Boys, Low Key Orchestra (Walking Act), Malva, Zahn, Gorilla Club, Annie Taylor, Brimheim, William The Conqueror, False Lefty, Gurriers, CATT, The Holy, Schreng Schreng & La La, Alex Henry Foster & The Long Shadows (Surprise Act), Marlo Grosshardt, Afrodiziac, Sylvan Weekends, Brockhoff, Iedereen, Loki, Coach Party, The Slow Show, Florry (Walking Act)[17]

2025 – Als gäbe es ein Morgen (6.–8. Juni)
- Acht Eimer Hühnerherzen (Surprise Act), Bela B (Lesung), Botticelli Baby, Cari Cari, Dylan LeBlanc, Engin, Stina Holmquist, Shirley Holmes, Gardens, Good Looks, Grillmaster Flash & The Jungs, King Hannah, Marathon, Jesper Munk, Thorsten Nagelschmidt (Lesung), The Pighounds (Minibühne), Randale (Minibühne), Uli Sailor (Walking Act), Schreng Schreng & La La (Minibühne, Walking Act), Smile, Soft Loft, Stereo Naked (Walking Act), Suzan Köcher's Suprafon, Texoprint, Tommy and the Teleboys, Daily Thompson, Willow Parlo (Minibühne)